# Ljusdals-Posten
Ljusdals-Posten är en svensk lokal morgontidning som ges ut fyra dagar i veckan - måndag, onsdag, torsdag och fredag - i Ljusdals kommun med omnejd. Tidningen har en upplaga på 6 100 exemplar och en räckvidd på 17 000 läsare per dag (2011). Ledarsidan är politiskt obunden.

## Historia
När Ljusdals municipalsamhälle den 1 januari 1914 blev en köping fick orten också rättigheten att upprätta ett tryckeri. Bokhandlare på orten Eric Ericsson var inte sen att utnyttja möjligheten, och bara tre dagar efter att köpingen tillkännagavs kom första numret av Ljusdals-Posten ut.
Eric Ericsson sålde tidningen 1918 till Ljusdals Tidnings Tryckeri AB, som året innan även köpt Ljusdals Tidning. Bakom det nya tidningsbolaget stod Högerns valmansförbund. 1948 köptes tidningens aktier upp av Valter Svender, Fred Signeul och Uno Jonsson som tidigare varit styrelseledamöter i tidningsbolaget. Bara ett år senare övertog Valter Svender aktiemajoriteten.
Tidningen kom sedermera att ingå i Centertidningar och vid koncernens avvecklande 2005 köptes tidningen av Mittmedia-koncernen. Tillsammans med tidningarna Ljusnan, Söderhamns-Kuriren och Hudiksvalls Tidning bildar Ljusdals-Posten Hälsingetidningar. Tidningarna har en gemensam webb som heter helahalsingland.se.
8 februari 2019 köptes Mittmedia av Bonnier News Local. Anders Ingvarsson var tidningens chefredaktör (2017), Tomas Froms redaktionschef och Elin Woxlin nyhetschef till 31 augusti 2020.
Från 1 september 2020-23 februari 2025 var Christian Höijer chefredaktör och ansvarig utgivare. Han efterträds av Susanne Bengtsson.